# Leucophoebe pictilis
Leucophoebe pictilis är en skalbaggsart som först beskrevs av Lane 1972.  Leucophoebe pictilis ingår i släktet Leucophoebe och familjen långhorningar. Inga underarter finns listade i Catalogue of Life.